# Sapor Mirranes
Sapor Mirranes (em grego: Σαπώρης Μιρράνες; romaniz.: Sapóres Mirránes) foi um general que pela força das armas ocupou a Armênia, tendo governado em 482. Foi antecedido no governo por Isaque II Bagratúnio e foi sucedido pelo governo de Vaanes I.

## Nome
O nome Xapur (Šapur) combina as palavras šāh (rei) pūr (filho), significando literalmente "filho do rei". Seu nome foi utilizado por vários reis e notáveis durante o Império Sassânida e além e deriva do persa antigo Quexaiatia.putra (*xšayaθiya.puθra). Pode ter sido um título, mas ao menos desde as últimas décadas do século II tornou-se um nome próprio. Foi registrado em parta (𐭔𐭇𐭉𐭐𐭅𐭇𐭓, šḥypwḥr) e persa médio (𐭱𐭧𐭯𐭥𐭧𐭥𐭩, šhpwr-y) como Xapur, em pálavi maniqueísta como Xabur (em parta: 𐫢𐫀𐫁𐫇𐫍𐫡, Š’bwhr), no livro pálavi como Xapur (šhpwhl), em armênio como Xapu (Շապուհ, Šapuh) e Xapur (Շապուրհ, Šapurh), em siríaco como Xabor (ܫܒܘܪ, Šāḇōr), em sogdiano como Xapur (š’p(‘)wr), em grego como Sapores (Σαπώρης, Sapṓrēs), Sabur (Σαβούρ, Saboúr) e Sabor (Σαβόρ, Sabór), em latim como Sapores e Sapor, em árabe como Assabur (الصبور, al-Sābūr) e em persa novo como Xapur (شاپور / شاه پور, Šāpur / Šāhpur), Xafur (شاهفور, Šahfur), etc.
Por sua vez, Mirranes (Μιρράνης, Mirránēs) ou Mitranes (Μιθράνης, Mithránēs), são as formas gregas do persa médio Mirã (Mihrān), que derivou do persa antigo Mitrana (*Miθrāna-). Foi citado em armênio como Mirã (Միհրան, Mihran) e Merã (Մեհրան / Մէհրան, Mehran) e em georgiano como Miriã (მირიან). Em sua forma georgiana, foi latinizado como Meribanes pelo historiador Amiano Marcelino. Segundo a Vida de Vactangue, esse nome estava ligado a Mirdates, que deu origem a Mitrídates e outros nomes análogos.

## Vida

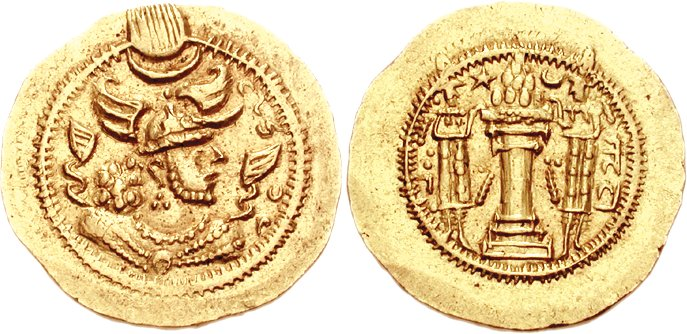
Dinar de r.

Sapor Mirranes talvez era filho de Mirranes. O xá Perozes I (r. 459–484), ávido por vingar seu partidário Vasgeno, um príncipe ibérico assassinado pelo rei Vactangue I, enviou o general Sapor Mirranes à Ibéria. Para defender-se, Vactangue apelou aos hunos e nacarares armênios, invocando a solidariedade cristã. Depois de pesar cuidadosamente sua decisão, Vaanes I concordou em se revoltar contra os persas. Perseguiu o marzobã Adar Gusnaspe, nomeou Isaque II como novo governador e derrotou completamente o exército persa enviado como reforço.
No verão de 482, Sapor Mirranes ameaçou a Ibéria e Vactangue chamou os armênios ao resgate. Vaanes e Isaque chegaram à frente de um exército, mas foram derrotados em Aquesga, onde Isaque foi morto. Vaanes levou o resto do exército armênio às montanhas, onde realizou ações de guerrilha, enquanto Sapor Mirranes assumiu o controle da Armênia. Ele foi então chamado à corte de Ctesifonte e Vaanes aproveita a oportunidade para recuperar o controle de Dúbio.